# Wasserloch (Radioastronomie)

Diagramm der atmosphärischen Durchlässigkeit der Erde für elektromagnetische Strahlung in Abhängigkeit von der Wellenlänge. Aufgetragen ist die Opazität, bei 100 % ist die Atmosphäre komplett undurchlässig.

Das Wasserloch ist in der Radioastronomie ein besonders ruhiges Frequenzband des elektromagnetischen Spektrums zwischen 1,42 GHz und 1,662 GHz, was Wellenlängen zwischen 21 cm bis 18 cm entspricht. Dieser Frequenzbereich wird insbesondere von Radioteleskopen genutzt.
Die intensivste Spektrallinie des Hydroxyl-Radikals (OH) liegt bei der Wellenlänge 18 cm, die  HI-Linie des Wasserstoffs (H) bei 21 cm. Diese beiden Moleküle, die gemeinsam Wasser bilden, sind im interstellaren Gas weit verbreitet, was bedeutet, dass dieses Gas dazu neigt, elektromagnetische Wellen dieser Wellenlängen zu absorbieren. Daher bildet das Spektrum zwischen diesen Werten einen relativ störungsarmen Bereich im interstellaren Hintergrundrauschen.
Bernard M. Oliver, der den Begriff 1971 geprägt hat, stellte die Theorie auf, dass das Wasserloch ein naheliegendes Band für die Kommunikation mit außerirdischer Intelligenz (englisch Communication with extraterrestrial intelligence oder CETI) sei. Die Bezeichnung Wasserloch beinhaltet im Englischen den umgangssprachlichen Hinweis auf einen gemeinsamen Ort zum Treffen und Reden. Mehrere Programme, die am Search for Extraterrestrial Intelligence (SETI) beteiligt sind, darunter SETI@home, suchen nach solchen Wasserloch-Radiofrequenzen.